# Raimo Goyarrola
Raimo Goyarrola Belda (sinh ngày 20 tháng 7 năm 1969) là một giám mục người Tây Ban Nha của Giáo hội Công giáo. Ông là giám mục chính tòa của Giáo phận Helsinki từ tháng 9 năm 2023 đến nay và là thành viên của Giám hạt Opus Dei.

## Thân thế
Ramón Goyarrola Belda sinh ngày 20 tháng 7 năm 1969 tại thành phố Bilbao, Quốc gia Tây Ban Nha. Năm 18 tuổi (1987), ông gia nhập Giám hạt tòng nhân Opus Dei. Sau khi tốt nghiệp bác sĩ Y khoa và Phẫu thuật tại Viện Đại học Navarra của Giám hạt Opus Dei vào năm 1992, ông theo học Triết học và Thần học tại Viện Giáo hoàng Đại học Thánh Giá và lãnh văn bằng tiến sĩ Thần học Tín lý tại đây vào năm 2002.

## Sứ vụ
Vào ngày 1 tháng 9 năm 2002, Goyarrola được phong chức linh mục và nhập tịch Giám hạt Opus Dei. Năm 2006, ông chuyển về sinh sống tại thủ đô Helsinki, Phần Lan. Tại đây, ông khởi đầu bằng công tác mục vụ tuyên úy tại cư xá sinh viên Tavasttähti và giữ chức vụ Trợ lý Mục vụ Đại học tại Helsinki. Ông cũng từng kinh qua một số công tác mục vụ khác như: tuyên úy học đường tại Trường Thương mại Helsinki, tuyên úy quân đội, giáo viên về tôn giáo tại một số trường phổ thông công lập tại Helsinki, đại diện Giáo phận Helsinki kiêm thành viên của Tiểu ban đặc trách Luân lý và Ban Điều hành tại Hội đồng Đại kết các Giáo hội ở Phần Lan.
Vào tháng 9 năm 2011, ông được bổ nhiệm làm tổng đại diện của Giáo phận Helsinki. Ông còn là thành viên của Hội đồng Tư vấn, Hội đồng Linh mục, Ủy ban Phụng vụ của giáo phận, cũng như từng làm cáo thỉnh viên cho án tuyên thánh cho chân phước Giám mục Hemming và người điều hành của Huynh đệ đoàn Thánh Thể.
Vào ngày 29 tháng 9 năm 2023, Giáo tông Franciscus đã bổ nhiệm linh mục Goyarrola làm Giám mục Chính tòa Giáo phận Helsinki. Ông được tấn phong giám mục vào ngày 25 tháng 11 năm 2023 tại nhà thờ thánh Ioannes, thủ đô Helsinki, với vị giám mục chủ phong là Hồng y Anders Arborelius.

## Tông truyền
Giám mục Raimo Goyarrola được tấn phong giám mục vào năm 2023, dưới triều Giáo tông Franciscus, bởi:
- Giám mục chủ phong: Hồng y Anders Arborelius O.C.D., Giám mục Chính tòa Giáo phận Stockholm.
- Hai giám mục phụ phong: Tổng giám mục Julio Murat, Sứ thần Tòa Thánh tại Phần Lan và giám mục Teemu Sippo S.C.I., nguyên Giám mục Giáo phận Helsinki.